# ミス・マープル
ミス・マープル（ジェーン・マープル、Miss Jane Marple）は、アガサ・クリスティ作の推理小説に登場する架空の老嬢。エルキュール・ポアロに次ぐクリスティ作品の代表的な主人公（名探偵）である。『牧師館の殺人』からクリスティ最後の作品になる『スリーピング・マーダー』まで12の長編と20の短編に登場し人気を集めた。

## 登場作品
初登場作品は厳密には1927年に雑誌に掲載された短編「火曜クラブ」である。しかし、短編集『火曜クラブ』が刊行されたのは1932年になり、その2年前の1930年に長編『牧師館の殺人』が刊行されている。そのため初登場作品は『牧師館の殺人』とされる場合が多い。これはポアロものの『アクロイド殺し』『ビッグ4』が発表順ではなく単行本化の順になっているのと同じである。
最後の登場作品となる『スリーピング・マーダー』はマープルシリーズの完結を目的として1943年に執筆され、『カーテン』と共に死後出版の契約が結ばれた。結局生前に刊行された『カーテン』とは異なり、予定通り死後1976年10月に刊行されている。

### 長編
- 1930年：牧師館の殺人 - The Murder at the Vicarage
- 1942年：書斎の死体 - The Body in the Library
- 1943年：動く指 - The Moving Finger
- 1950年：予告殺人 - A Murder is Announced
- 1952年：魔術の殺人 - They Do It with Mirrors
- 1953年：ポケットにライ麦を - A Pocket Full of Rye
- 1957年：パディントン発4時50分 - 4.50 from Paddington
- 1962年：鏡は横にひび割れて - The Mirror Crack'd from Side to Side
- 1964年：カリブ海の秘密 - A Caribbean Mystery
- 1965年：バートラム・ホテルにて - At Bertram's Hotel
- 1971年：復讐の女神 - Nemesis
- 1976年：スリーピング・マーダー - Sleeping Murder

### 短編
編纂によって複数収録された話も存在するため、初出の短編集を基に挙げる。（）内は、雑誌掲載などによる発表年。
- 1932年：火曜クラブ（訳題は米版The Tuesday Club Murdersに由来。収録作品の「火曜クラブ」とはタイトルが異なる。）
  - 火曜クラブ - The Tuesday Night Club（1927年）
  - アスタルテの祠 - The Idol House of Astarte（1928年）
  - 金塊事件 - Ingots of Gold（1928年）
  - 舗道の血痕 - The Bloodstained Pavement （1928年）
  - 動機対機会 - Motive v. Opportunity （1928年）
  - 聖ペテロの指のあと - The Thumb Mark of St. Peter （1928年）
  - 青いゼラニウム - The Blue Geranium （1929年）
  - 二人の老嬢 - The Companion （1930年）
  - 四人の容疑者 - The Four Suspects （1930年）
  - クリスマスの悲劇 - A Christmas Tragedy （1930年）
  - 毒草 - The Herb of Death （1930年）
  - バンガロー事件 - The Affair at the Bungalow （1930年）
  - 溺死 - Death by Drowning （1931年）
- 1939年：レガッタ・デーの事件（早川書房版は黄色いアイリス）
  - ミス・マープルの思い出話 - Miss Marple Tells a Story （1935年）
- 1950年：三匹の盲目のねずみ（早川書房版は愛の探偵たち）
  - 奇妙な冗談 - Strange Jest （1944年）
  - 昔ながらの殺人事件 - Tape-Measure Murder （1942年）
  - 申し分のないメイド - The Case of the Perfect Maid （1942年）
  - 管理人事件 - The Case of the Caretaker （1941年）
- 1960年：クリスマス・プディングの冒険
  - グリーンショウ氏の阿房宮 - Greenshaw's Folly （1960年）
- 1961年：二重の罪（早川書房版は教会で死んだ男に収録）
  - 教会で死んだ男 - Sanctuary （1954年）

マープルものだけで構成された短編集は全13編からなる『火曜クラブ』のみである。ほかイギリスで刊行された『Miss Marple's Final Cases and Two Other Stories』（直訳：ミス・マープル最後の事件簿と他2話）全8編中の6編と『クリスマス・プディングの冒険』に収録された「グリーンショウ氏の阿房宮」、計3冊にマープルものの短編全20編が収録されている。なお、日本ではマープルものの短編8編を集めてオリジナル編集した『世界の名探偵コレクション10 ミス・マープル』が、1997年に集英社文庫より刊行されている。

## 人物
『牧師館の殺人』では詮索好きで辛辣な性格だったが、その後の作品では詮索好きには変わりはないものの温厚であり、人好きするタイプに変わり、一般にイメージされるような優しい老婦人になっている。
生まれはヴィクトリア朝後期、出身はロンドン近郊。家は中流だった。人並みの人生を送るが、両親に結婚を反対されたことから独身を貫くことを決め、ロンドンから25マイルほど離れたセント・メアリ・ミード村に移住する。その後は、編み物や刺繍、庭いじりを趣味として村に閉じこもったような暮らしぶりだが、意外に活動的で、よくロンドンや英国各地へと出かけ、カリブ海に療養に行ったことさえある。しかも、出かけた先で割と気軽に他人に話しかける（そしてそれが事件介入のきっかけとなる）ことも多く、社交性は旺盛というよりむしろ過剰な方である。
あるとき、作家である甥のレイモンド・ウェストらによって作られた“火曜クラブ”（訳によっては“火曜ナイトクラブ”）にて、家を会合の場所として貸すこととなる。当初は村以外のことは何も知らない老婆と見られて、参加者から軽んじられていたが、参加者が話す迷宮入り事件を完璧に解き、探偵としての才能を認知される。なお、これ以前から村の中で起こった小さな事件などを解決しているらしい。その後の活躍により、少なくとも3つの州の警察署長を手の内に押さえていると言われるほど、警察関係者の間でその名が知られるようになる。
近代教育を受けていない無学な人間だと謙遜することがあるが、イタリアの寄宿女学校に留学していた経験を持ち、一通りの教養は備えている。

## 推理法
起こった出来事もしくは話された内容を、自身の経験、特にセント・メアリ・ミード村で過去にあった出来事に当てはめることで推理をするという点に最大の特徴がある。唐突に、一見無関係のような昔話を始めるので、初めて会った者は彼女を馬鹿にすることが多い。このような推理法が可能なのはひとえに彼女の人物に対する観察力と長年の経験に裏付けられた洞察力によるものである。そのため他の探偵達と比べると物理的な証拠をもとにした推察よりも、動機面から推理を始める傾向が強い。この傾向はクリスティ作品全般に見られることだが、ミス・マープルにはその性質上特に強く見られる。
推理スタイルや『火曜クラブ』のフォーマットなどにより安楽椅子探偵と思われがちだが、大部分の作品は他の探偵もの同様、自分から事件現場に赴いたり、出掛けた先で事件に遭遇したりしている。

## モデル
ミス・マープルのモデルとなったのは作者の祖母と見られている。また、マープルの原型と呼べる人物が、『アクロイド殺し』に既に登場している（シェパード医師の姉・キャロライン）。これらはどちらもクリスティ自身が述べている。

## 映像・演劇作品
マーガレット・ラザフォード、アンジェラ・ランズベリー、ヘレン・ヘイズ、バーバラ・マレン、ダルシー・グレイ、ジョーン・ヒクソンなど、現在まで様々な女優陣がミス・マープルを演じた映像化作品、または舞台演劇が登場している。

### 映画

#### マーガレット・ラザフォード版
劇場作品では1961年から1964年にかけてマーガレット・ラザフォード演じるMGMの映画が以下の4本製作された。これが初のミス・マープルの映像化になる。
日本ではいずれも劇場未公開で、2006年にDVD商品としてリリースされた。クリスティ自身はラザフォードのマープルを気に入ってはいなかった。
なお、同じクリスティ作品ということで、ラザフォードのマープルは1966年公開のポワロもの映画『The Alphabet Murders』にもカメオ出演している。
| 映画タイトル                        | 原作                                 | 公開年 | 備考       |
| ----------------------------------- | ------------------------------------ | ------ | ---------- |
| 『ミス・マープル / 夜行特急の殺人』 | 『パディントン発4時50分』            |        |            |
| 『ミス・マープル / 寄宿舎の殺人』   | ポアロもの『葬儀を終えて』           |        |            |
| 『ミス・マープル / 最も卑劣な殺人』 | ポアロもの『マギンティ夫人は死んだ』 |        |            |
| 『ミス・マープル / 船上の殺人』     | オリジナル脚本                       |        |            |
| 『The Alphabet Murders』            | ポアロもの『ABC殺人事件』            | 1966年 | カメオ出演 |

#### アンジェラ・ランズベリー版
大作映画として『鏡は横にひび割れて』が『クリスタル殺人事件 The Mirror Crack'd』(1980) として公開された。同作ではアンジェラ・ランズベリーがマープルを演じた他、エリザベス・テイラー、キム・ノヴァク、ロック・ハドソン、ジェラルディン・チャップリンが出演した。

### テレビドラマ

#### ジョーン・ヒクソン版
1984年から1992年にかけてイギリスBBCにより製作された『ミス・マープル』は、長編12編すべてをテレビドラマ化している。番組は、生前クリスティ本人から「年を経た暁には、ミス・マープルを演じて欲しい」と言われたという逸話のある主演ジョーン・ヒクソンの上品な演技も相まって、人気を博した。日本でもNHK、テレビ東京で放送され、山岡久乃の声とともに大変な人気を得ている。設定年代は原作では戦前発表の『牧師館の殺人』や戦時中の『動く指』なども含めて第二次世界大戦後、というよりむしろテレビが普及して生活様式が一変する以前の「最後の古きよき時代」である1950年代前半に統一されている。また、登場人物の年齢も大幅に引き上げられた「大人の物語」となっている。

#### ジェラルディン・マキューアン版・ジュリア・マッケンジー版
2004年、ジョーン・ヒクソン版に次ぐ2度目のTVドラマシリーズ『アガサ・クリスティー ミス・マープル』が、独立系のITVにおいて製作された。マープル役にはジェラルディン・マクイーワンを起用。日本では2006年12月にNHK-BS2にて放送され、ミス・マープルの吹き替えは岸田今日子が担当した。2008年6月に放送された第2シーズンではマープルの吹き替えは草笛光子に交代した。シーズン4以降、マープル役がジュリア・マッケンジーに交代、日本語吹替えも藤田弓子に変更された。LaLa TVでシーズン1が放映。第2シーズン以降は『親指のうずき』（トミーとタペンスシリーズ）、『なぜ、エヴァンズに頼まなかったのか?』、『ゼロ時間へ』、『殺人は容易だ』、『蒼ざめた馬』など別シリーズやノンシリーズ作品の事件をミス・マープルが解決する設定に脚色し、製作している。なお、時代設定は1950年代で統一されているが、イラク戦争後の世相を反映し、第二次世界大戦の痕跡が強調されている。

#### ヘレン・ヘイズ版
米国製作の単発テレビムービーの連作として、1983年の『アガサ・クリスティ / カリブ海殺人事件』および1985年の『アガサ・クリスティ / 魔術の殺人』もオンエアされた。主演はどちらもヘレン・ヘイズ。

#### 岸恵子版
2006年から2007年まで、日本テレビ系列の「ドラマ・コンプレックス」、「火曜ドラマゴールド」の枠内でミス・マープルのキャラクターを日本人女性・馬淵淳子に翻案したテレビドラマ「ミス・マープルシリーズ」が3作、製作放映された。原作は『パディントン発4時50分』、『鏡は横にひび割れて』、『予告殺人』。主演は岸恵子。

### アニメ
日本製作のアニメ作品として、NHKで2004年に『アガサ・クリスティーの名探偵ポワロとマープル』が放送された。ミス・マープル役は八千草薫。マープルの甥レイモンドの娘メイベルがポワロの助手になるという設定だが、マープルとポワロは直接の面識はない。『スリーピング・マーダー』『パディントン発4時50分』などが番組内で映像化されている。
この作品には、『アガサ・クリスティー ミス・マープル』でマープルを吹き替えた草笛光子が「グランド・メトロポリタンの宝石盗難事件」の登場人物の一人、オパルセン夫人役で声をあてている。

### 演劇
1949年に、当時35歳の米国女優バーバラ・マレン主演の『The Murder at the Vicarage』が上演された。メディアを別にすれば、彼女がラザフォードに先立つ最初期のミス・マープル役の女優ということになる。
また1977年には、英国の女優ダルシー・グレイが主演の『A Murder is Announced』も上演されている。

## 他作品との関係
ポアロものと人気を二分し、クリスティファンの中にはポアロとマープルを一緒に登場させて欲しいというファンレターが多く寄せられたが、クリスティ自身はポアロの性格とマープルの性格が合わないとしてこれを拒否した。結果としてポアロとマープルが同一作品に登場することはなかった。なお、セント・メアリ・ミード村自体は架空の村であるが、当時の英国の価値観としてどこにでもあるのどかな村のイメージで作られている（ファンの間ではデヴォンにあるウィディコム・イン・ザ・ムーアがモデルだとされる）。村の名前はポアロものの長編『青列車の秘密』にも登場している。
また以下のキャラクターがシリーズを越えて登場する。
- 『鳩のなかの猫』『バートラム・ホテルにて』『フランクフルトへの乗客』『運命の裏木戸』に現れるロビンソン氏。
- 『動く指』で初登場して『蒼ざめた馬』でもオリヴァ夫人と共演するデイン・カルスロップ牧師夫妻。
- 別人の可能性があるが『ポケットにライ麦を』『第三の女』のニール（主任）警部など。

## その他
- 同名の「Jane Marple」という婦人服ブランドがある。
- フランスの作家パスカル・レネの長編ミステリ『三回殺して、さようなら』（1985年、日本語訳は創元推理文庫）の主人公レスター警部は、ミス・ジェーン・マープルの甥という設定で、キャラクター設定のみを原典から導入している。
- アガサ・クリスティ本人がドロシー・セイヤーズ、ジョン・ディクスン・カーとならんで｢劇中人物にファンがいる探偵小説作家｣として物語世界に存在していることが発言されている。